# Seznam klubů v nejvyšších fotbalových soutěžích zemí CONCACAF
Toto je seznam klubů, které hrají v nejvyšších fotbalových soutěžích zemí, které patří ke CONCACAF. Patří sem tedy všechny státy ze Severní a Střední Ameriky a z karibské oblasti, dále sem také patří Guyana, Surinam a Francouzská Guyana z Jižní Ameriky. Členy CONCACAF (ale ne členy FIFA) jsou i francouzské zaoceánské departmenty jako jsou Guadeloupe, Martinik a již zmiňovaná Francouzská Guyana, a také Saint-Martin a Sint Maarten (francouzská a nizozemská část ostrova Saint Martin). Naopak do CONCACAF nepatří ostrov Grónsko (který politicky patří Dánsku, ale zeměpisně k Severní Americe) a francouzské území u kanadského ostrova Newfoundland, Saint Pierre a Miquelon, které nejsou členy ani žádné jiné fotbalové federace.

## Americké Panenské ostrovy
- Fotbalové kluby Amerických Panenských ostrovů
- Fotbalová asociace: US Virgin Islands Soccer Federation
- Nejvyšší soutěž: US Virgin Islands Soccer Championship

Sezóna 2006/2007:
St. Croix Soccer League:
| Klub      | Město       |
| --------- | ----------- |
| Helenites | Grove Place |
| Chelsea   |             |
| Rovers    |             |
| Skills    |             |

St. Thomas Soccer League:
| Klub           |
| -------------- |
| La Raza        |
| New Vibes      |
| Positive Vibes |
| UWS Gunners    |
| Waitikubuli    |

## Anguilla
- Anguillské fotbalové kluby
- Fotbalová asociace: Anguilla Football Association
- Nejvyšší soutěže: Anguillan League

Sezóna 2005/2006:
| Klub                  | Město         |
| --------------------- | ------------- |
| AIA U20               | The Valley    |
| Attackers             | The Valley    |
| Full Monty            | Sandy Ground  |
| Jam Boyz              | The Valley    |
| Kicks United          | The Valley    |
| Roaring Lions         | Stoney Ground |
| Spartan International | The Valley    |

## Antigua a Barbuda
- Fotbalové kluby Antiguy a Barbudy
- Fotbalová asociace: Antigua and Barbuda Football Association
- Nejvyšší soutěže: Antigua and Barbuda Premier Division

Sezóna 2006/2007:
| Klub             | Město               |
| ---------------- | ------------------- |
| Bassa FC         | All Saint's Village |
| Empire FC        | Gray's Farm         |
| Freemansville FC | Freemans            |
| Hoppers FC       | St. John's          |
| Liberta FC       | Liberta             |
| Old Road FC      | Old Road            |
| Parham FC        | Parham              |
| Sap FC           | Bolans              |
| Sea View Farm FC | Sea View Farm       |
| Villa Lions FC   | St. John's          |

## Aruba
- Arubské fotbalové kluby
- Fotbalová asociace: Arubaanse Voetbal Bond
- Nejvyšší soutěže: Aruban Division di Honor

Sezóna 2006/2007:
| Klub                      | Město      |
| ------------------------- | ---------- |
| SV Britannia              | Paradera   |
| SV Caiquetio              | Paradera   |
| SV Dakota                 | Oranjestad |
| SV Deportivo Nacional     | Noord      |
| SV Estrella               | Santa Cruz |
| SV Independiente Caravel  | Santa Cruz |
| SV Jong Aruba             | Noord      |
| SV Juventud Tanki Leender | Noord      |
| SV La Fama                | Savaneta   |
| SV Racing Club Aruba      | Oranjestad |

## Bahamy
- Bahamské fotbalové kluby
- Fotbalová asociace: Bahamas Football Association
- Nejvyšší soutěže: Abaco Football League, Grand Bahama Football League a New Providence Football League

Sezóna 2007:
Abaco Football League
| Klub                          | Město         |
| ----------------------------- | ------------- |
| Auskell Medics                | Marsh Harbour |
| Bahama Beach Club Tigers      | Treasure Cay  |
| Bahama Stars                  | Treasure Cay  |
| Island Care Wireless Showoffs | Marsh Harbour |
| Stanley's Steelers            | Marsh Harbour |
| Vitamalt Abacom United        | Marsh Harbour |

Grand Bahama Football League
| Klub                     | Město    |
| ------------------------ | -------- |
| Bahamas Shrimp Wranglers | Freeport |
| Brita Red Bulls          | Freeport |
| Freeport FC              | Freeport |
| Quality Superstars       | Freeport |

New Providence Football League
| Klub               | Město  |
| ------------------ | ------ |
| Bears FC           | Nassau |
| Caledonia Celtic   | Nassau |
| Gunite Pool Sharks | Nassau |
| FC Nassau          | Nassau |
| United FC          | Nassau |

pozn.: Bahamská fotbalová asociace pořádá tři fotbalové ligy, které jsou na stejné úrovni a každý rok pořádá tzv. Finále bahamského národního šampionátu, ve kterém o celkový titul soupeří vítězové každé ligy.

## Barbados
- Barbadoské fotbalové kluby
- Fotbalová asociace: Barbados Football Association
- Nejvyšší soutěž: Digicel Premier League

Sezóna 2007:
| Klub                                | Město        |
| ----------------------------------- | ------------ |
| Barbados Defense Force SC           | Bridgetown   |
| Brittons Hill                       | Bridgetown   |
| Carib Eden Stars                    | Eden Lodge   |
| Notre Dame SC                       | Bridgetown   |
| Pride of Gall Hill FC               | Oistins      |
| Ricky's Driving School Haggatt Hall | Haggart Hall |
| Silver Sands                        | Bridgetown   |
| Tudor Bridge                        | Tudor Bridge |
| Valrico Technico                    | Bridgetown   |
| Youth Milan                         | Speightstown |

## Belize
- Belizské fotbalové kluby
- Fotbalová asociace: Football Federation of Belize
- Nejvyšší soutěž: Belize Premier Football League

Sezóna 2006/2007:
| Klub            | Město                   |
| --------------- | ----------------------- |
| Acros Lake      | Belize City             |
| Alpha           | Orange Walk             |
| FC Belize       | Belize City             |
| Belmopan United | Belmopan                |
| Hankook Verdes  | Benque Viejo del Carmen |
| Wagiya          | Dangriga                |

## Bermudy
- Bermudské fotbalové kluby
- Fotbalová asociace: Bermuda Football Association
- Nejvyšší soutěž: Cingular Wireless Premier Division

Sezóna 2006/2007:
| Klub                         | Město          |
| ---------------------------- | -------------- |
| Boulevard Blazers            | Hamilton       |
| Dandy Town Hornets           | Hamilton       |
| Devonshire Cougars           | Hamilton       |
| North Village Community Club | Hamilton       |
| Ireland Rangers              | Ireland Island |
| North Village Rams           | Hamilton       |
| PHC Zebras                   | Somerset       |
| Somerset Trojans             | Somerset       |

## Britské Panenské ostrovy
- Fotbalové kluby Britských Panenských ostrovů
- Fotbalová asociace: British Virgin Islands Football Association
- Nejvyšší soutěže: The Earl Wilson Memorial League, Tortola League

Sezóna 2006:
The Earl Wilson Memorial League:
| Klub           | Město                    |
| -------------- | ------------------------ |
| Black Stars    | The Valley, Virgin Gorda |
| VGB U21        | Road Town, Tortola       |
| Hairoun Stars  | The Valley, Virgin Gorda |
| Kickers United | The Valley, Virgin Gorda |
| Rangers        | The Valley, Virgin Gorda |
| Sugar Boys     | The Valley, Virgin Gorda |
| Wolves         | Road Town, Tortola       |

Sezóna 2005:
Tortola League:
| Klub                    | Město                    |
| ----------------------- | ------------------------ |
| Ballers                 | Road Town, Tortola       |
| East End Connections    | East End, Tortola        |
| Experience XI           | Road Town, Tortola       |
| HBA Panthers            | Road Town, Tortola       |
| Manchester Masters      | Road Town, Tortola       |
| Valencia                | Road Town, Tortola       |
| Virgin Gorda University | The Valley, Virgin Gorda |
| Wolves                  | Road Town, Tortola       |

pozn.: Kvůli rekonstrukci jediného fotbalového stadionu na ostrově Tortola byla Tortola League v sezóně 2005 přerušena a nedohrána a v roce 2006 se neuskutečnila. Proto tým Wolves hrál v sezóně 2006 The Earl Wilson Memorial League.

## Dominika
- Dominikánské fotbalové kluby
- Fotbalová asociace: Dominica Football Association
- Nejvyšší soutěž: Cable and Wireless B-Mobile Premiere Division

Sezóna 2006-2007:
| Klub                           | Město         |
| ------------------------------ | ------------- |
| ACS Zebbians                   | Goodwill      |
| Cable & Wireless Pointe Michel | Pointe Michel |
| Fone Shack Bombers             | Portsmouth    |
| 4D Bath Estate                 | Roseau        |
| Harris Paints Harlem United    | Newtown       |
| RC Grand Bazaar Dublanc        | Dublanc       |
| Sagicor South East             | La Plaine     |
| RIC Kensboro United            | Roseau        |

## Dominikánská republika
- Fotbalové kluby Dominikánské republiky
- Fotbalová asociace: Federación Dominicana de Fútbol
- Nejvyšší soutěž: Liga Mayor

Sezóna 2005-2006:
| Klub                    | Město                      |
| ----------------------- | -------------------------- |
| Deportivo Pantoja       | Santo Domingo              |
| Club Barcelona Atlético | Santo Domingo              |
| Don Bosco               | Moca                       |
| San Cristóbal           | San Cristóbal              |
| Casa de España          | Santo Domingo              |
| Montellano              | San Felipe de Puerto Plata |

## Francouzská Guyana
- Fotbalové kluby Francouzské Guyany
- Fotbalová asociace: Ligue de Football de La Guyane Française
- Nejvyšší soutěž: Championnat National

Sezóna 2006-2007:
| Klub             | Město                      |
| ---------------- | -------------------------- |
| ASC Aguado       | Saint-Laurent-du-Maroni    |
| AJ Balata Abriba | Roura                      |
| Cosma Foot       | Saint-Laurent-du-Maroni    |
| CSCC             | Cayenne                    |
| EF Iracoubo      | Iracoubo                   |
| ASC Le Geldar    | Kourou                     |
| US Macouria      | Macouria                   |
| US Matoury       | Macouria                   |
| AS Oyapock       | Saint-Georges-de-l'Oyapock |
| ASC Rémiré       | Rémiré-Montjoly            |
| AJ Saint-Georges | Cayenne                    |
| US Sinnamary     | Sinnamary                  |

## Grenada
- Grenadské fotbalové kluby
- Fotbalová asociace: Grenada Football Association
- Nejvyšší soutěž: Digicel Premier Division

Sezóna 2006:
| Klub                       | Město        |
| -------------------------- | ------------ |
| Anchor Queens Park Rangers | River Road   |
| ASOMS Paradise             | Grenville    |
| Carib Hurricanes           | Grenada      |
| Chantimelle                | Chantimelle  |
| Dano Eagles Super Strikers | Sauteurs     |
| Fontenoy United            | St. George's |
| Glenelg Spring Water GBSS  | St. George's |
| Hard Rock                  | Plains       |
| D'Sports Shop Morne Jaloux | Morne Jaloux |
| Police                     | St. George's |

## Guadeloupe
- Guadeloupské fotbalové kluby
- Fotbalová asociace: Ligue Guadeloupéenne de Football
- Nejvyšší soutěž: Championnat National

Sezóna 2006:
| Klub                  | Město           |
| --------------------- | --------------- |
| AC Marie Galante      | Capesterre      |
| AJS Saintoise         | Terre-de-Haut   |
| EF Morne-à-l'Eau      | Morne-à-l'Eau   |
| La Frégate            | Deshaies        |
| La Gauloise           | Basse-Terre     |
| AS Gosier             | Le Gosier       |
| Juventus Sainte-Anne  | Sainte-Anne     |
| CS Moule              | Le Moule        |
| Phare Petit-Canal     | Petit Canal     |
| RC Basse-Terre        | Basse-Terre     |
| Red Star Baie Mahault | Pointe-à-Pitre  |
| Siroco Les Abymes     | Le Gosier       |
| Solidarité SC         | Pointe-à-Pitre  |
| JS Vieux-Habitants    | Vieux-Habitants |

## Guatemala
- Guatemalské fotbalové kluby
- Fotbalová asociace: FedefutGuate
- Nejvyšší soutěž: Liga Nacional de Guatemala

Sezóna 2006-2007:
| Klub               | Město             |
| ------------------ | ----------------- |
| CD Heredia         | Morales           |
| CD Jalapa          | Jalapa            |
| CD Marquense       | San Marcos        |
| CD Mictlán         | Asunción Mita     |
| CD Petapa          | San Miguel Petapa |
| CD Suchitepéquez   | Mazatenango       |
| CD Zacapa          | Zacapa            |
| Club Xelajú MC     | Quetzaltenango    |
| CSD Comunicaciones | Guatemala         |
| CSD Municipal      | Guatemala         |

## Guyana
- Guyanské fotbalové kluby
- Fotbalová asociace: Guyana Football Federation
- Nejvyšší soutěže: Bartica Senior League, Berbice Football League, East Bank Senior Football League, East Coast Demerara League, East Coast/Pomeroon League, Georgetown Football League and Upper Demerara Super League

pozn.: V Guyaně neexistuje žádná národní liga a fotbal se hraje na regionální úrovni. V sezóně 2000/2001 byla odehrána poslední národní liga.
Sezóna 2006:
Bartica Football Association Banks Milk Stout Division One
| Klub          | Město   |
| ------------- | ------- |
| Beacon's      | Bartica |
| Lazio         | Bartica |
| Rising Stars  | Bartica |
| Wolves United | Bartica |

Berbice Football Association Banks Milk Stout League
| Klub                     | Město         |
| ------------------------ | ------------- |
| Arsenal                  | New Amsterdam |
| Corentyne All Stars      | Corentyne     |
| Cougars                  | New Amsterdam |
| Goal Getters             | New Amsterdam |
| Monedderlust             | Village No5   |
| Napoli                   | East Canje    |
| New Amsterdam University | New Amsterdam |
| Paradise Invaders        | Paradise      |
| Rosignol United          | Rosignol      |

East Bank Football Union Splashmin's Senior Football League
| Klub                | Město         |
| ------------------- | ------------- |
| Banks SC            | East Bank     |
| East Bank United    | East Bank     |
| Grove Hi-Tec Reform | East Bank     |
| Kuru Kuruu Lions    | Kuru Kuruu    |
| Mocha Champs        | Mocha/Arcadia |
| Soesdyke Falcons    | Soesdyke      |
| Timehri Panthers    | Timehri       |

East Coast Demerara League
| Klub            | Město           |
| --------------- | --------------- |
| Ann's Grove     | Ann's Grove     |
| Triumph United  | Beterverwagting |
| Black Stallions | Georgetown      |
| Buxton          | Buxton          |
| Carib Boys      | Georgetown      |
| Enterprise      | Enterprise      |
| Golden Stars    | Georgetown      |
| Mahaica         | Mahaicony       |
| Melanie Lions   | Melanie         |
| Plaisance       | Plaisance       |
| Victoria Kings  | Victoria        |
| Vigilance       | Vigilantie      |

EPFA Banks DIH Milk Stout League
| Klub                                  | Město             |
| ------------------------------------- | ----------------- |
| Atlanta Flames                        | Devonshire Castle |
| Charity                               | Charity           |
| Henrietta United                      | Henrietta         |
| New Opportunity Corporation/Suddie FC | Suddie            |
| Queenstown United                     | Queenstown        |
| Supenaam All Stars                    | Supenaam          |

Georgetown Football League
| Klub             | Město      |
| ---------------- | ---------- |
| Alpha United     | Georgetown |
| Beacon's         | Georgetown |
| Camptown         | Georgetown |
| Fruta Conquerors | Georgetown |
| GDF              | Georgetown |
| Pele             | Georgetown |
| Santos           | Georgetown |
| Western Tigers   | Georgetown |

Upper Demerara Super League
| Klub                  | Město  |
| --------------------- | ------ |
| Amelia's Ward         | Linden |
| Blueberry Hill United | Linden |
| Eagles United         | Linden |
| Milerock              | Linden |
| Net Rockers           | Linden |
| Silver Shattas        | Linden |
| Topp XX               | Linden |
| Winners Connection    | Linden |

## Haiti
- Haitské fotbalové kluby
- Fotbalová asociace: Fédération Haïtienne de Football
- Nejvyšší soutěž: Championnat de Premiere Division

Sezóna 2006-2007:
| Klub                | Město          |
| ------------------- | -------------- |
| Aigle Noir AC       | Port-au-Prince |
| Baltimore SC        | Saint-Marc     |
| AS Capoise          | Cap-Haïtien    |
| AS de Carrefour     | Carrefour      |
| Cavaly AS           | Léogâne        |
| Don Bosco FC        | Pétionville    |
| Dynamite AC         | Saint-Marc     |
| US Frères           | Port-au-Prince |
| Racing Club Haïtien | Port-au-Prince |
| AS Mirebalais       | Mirebalais     |
| Racing FC           | Gonaïves       |
| Roulado FC          | Gonaïves       |
| Tempête FC          | Saint-Marc     |
| Victory FC          | Port-au-Prince |
| Violette AC         | Port-au-Prince |
| Zénith FC           | Cap-Haïtien    |

## Honduras
- Honduraské fotbalové kluby
- Fotbalová asociace: FENAFUTH
- Nejvyšší soutěž: Liga Nacional de Futbol

Sezóna 2006-2007:
| Klub               | Město          |
| ------------------ | -------------- |
| Atlético Olanchano | Catacamas      |
| Broncos UNAH       | Choluteca      |
| CD Marathón        | San Pedro Sula |
| CD Motagua         | Tegucigalpa    |
| CD Olimpia         | Tegucigalpa    |
| CD Platense        | Puerto Cortés  |
| CD Victoria        | La Ceiba       |
| CDS Vida           | La Ceiba       |
| Hispano FC         | Comayagua      |
| RCD España         | San Pedro Sula |

## Jamajka
- Jamajské fotbalové kluby
- Fotbalová asociace: Jamaica Football Federation
- Nejvyšší soutěž: Wray & Nephew National Premier League

Sezóna 2006-2007:
| Klub               | Město          |
| ------------------ | -------------- |
| Arnett Gardens FC  | Kingston       |
| August Town FC     | August Town    |
| Boys' Town FC      | Kingston       |
| Harbour View FC    | Kingston       |
| Portmore United FC | Portmore       |
| Reno FC            | Savanna-la-Mar |
| Seba United FC     | Montego Bay    |
| Tivoli Gardens FC  | Kingston       |
| Village United FC  | Falmouth       |
| Wadadah FC         | Montego Bay    |
| Waterhouse FC      | Kingston       |

## Kajmanské ostrovy
- Fotbalové kluby Kajmanských ostrovů
- Fotbalová asociace: Cayman Islands Football Association
- Nejvyšší soutěž: Foster's National League

Sezóna 2006-2007:
Eastern Zone:
| Klub               | Město       |
| ------------------ | ----------- |
| Bodden Town FC     | Bodden Town |
| East End United FC | East End    |
| George Town SC     | George Town |
| North Side SC      | North Side  |
| Roma United SC     | George Town |
| Sunset FC          | George Town |
| Tigers FC          | George Town |

Western Zone:
| Klub                      | Město       |
| ------------------------- | ----------- |
| Academy SC                | North Side  |
| Elite SC                  | George Town |
| Future SC                 | West Bay    |
| FC International          | George Town |
| Latinos FC                | George Town |
| Scholars International FC | West Bay    |
| WD United FC              | George Town |

## Kanada
- Kanadské fotbalové kluby
- Fotbalová asociace: Canadian Soccer Association
- Nejvyšší soutěž: Canadian Soccer League

Sezóna 2006:
National Division:
| Klub                  | Město                   |
| --------------------- | ----------------------- |
| Border Stars          | Windsor, Ontario        |
| Brampton Stallions    | Brampton, Ontario       |
| Laval Dynamites       | Laval, Québec           |
| London City           | London, Ontario         |
| North York Astros     | North York, Ontario     |
| Oakville Blue Devils  | Oakville, Ontario       |
| St. Catharines Wolves | St. Catharines, Ontario |

International Division:
| Klub                     | Město                |
| ------------------------ | -------------------- |
| Caribbean Selects        | Toronto, Ontario     |
| Italia Shooters          | Vaughan, Ontario     |
| Serbian White Eagles     | Toronto, Ontario     |
| Toronto Croatia          | Mississauga, Ontario |
| Toronto Supra Portuguese | Toronto, Ontario     |

## Kostarika
- Kostarické fotbalové kluby
- Fotbalová asociace: Federación Costarricense de Fútbol
- Nejvyšší soutěž: Primera División

Sezóna 2006-2007:
| Klub                    | Město          |
| ----------------------- | -------------- |
| LD Alajuelense          | Alajuela       |
| Brujas FC               | Escazú         |
| AD Carmelita            | Alajuela       |
| CS Cartaginés           | Cartago        |
| Deportivo Saprissa      | San José       |
| CS Herediano            | Heredia        |
| Municipal Liberia       | Liberia        |
| Municipal Pérez Zeledón | San Isidro     |
| Puntarenas FC           | Puntarenas     |
| AD San Carlos           | Ciudad Quesada |
| AD Santacruceña         | Santa Cruz     |
| Santos de Guápiles FC   | Guápiles       |

## Kuba
- Kubánské fotbalové kluby
- Fotbalová asociace: Asociación de Fútbol de Cuba
- Nejvyšší soutěž: Campeonato Nacional

Sezóna 2006-2007:
| Klub                   | Město                 |
| ---------------------- | --------------------- |
| FC Camagüey            | Camagüey              |
| FC Ciego de Ávila      | Ciego de Ávila        |
| FC Cienfuegos          | Cienfuegos            |
| Ciudad de La Habana    | Havana                |
| FC Granma              | Bayamo                |
| FC Guantánamo          | Guantánamo            |
| FC La Habana           | Havana                |
| FC Holguín             | Holguín               |
| FC Isla de La Juventud | Nueva Gerona          |
| FC Matanzas            | Matanzas              |
| FC Pinar del Río       | Pinar del Río         |
| FC Sancti Spíritus     | Sancti Spíritus       |
| FC Santiago de Cuba    | Santiago de Cuba      |
| FC Las Tunas           | Victoria de Las Tunas |
| FC Villa Clara         | Santa Clara           |

## Martinik
- Martinické fotbalové kluby
- Fotbalová asociace: Ligue de Football de Martinique
- Nejvyšší soutěž: Championnat National

Sezóna 2006-2007:
| Klub               | Město          |
| ------------------ | -------------- |
| Aiglon du Lamentin | Le Lamentin    |
| Assaut             | Saint-Pierre   |
| CS Case-Pilote     | Case-Pilote    |
| Club Colonial      | Fort-de-France |
| Club Franciscain   | Le François    |
| Club Péléen        | Le Morne Rouge |
| US Diamantinoise   | Le Diamant     |
| Golden Star        | Fort-de-France |
| Good Luck          | Fort-de-France |
| Gri-Gri Pilotin    | Rivière-Pilote |
| Réveil-Sportif     | Gros-Morne     |
| RC Rivière-Pilote  | Rivière-Pilote |
| RC Saint-Joseph    | Saint-Joseph   |
| Samaritaine        | Sainte-Marie   |

## Mexiko
- Mexické fotbalové kluby
- Fotbalová asociace: Federación Mexicana de Fútbol Asociación
- Nejvyšší soutěž: Primera División de México

Sezóna 2006-2007:
| Klub                | Město                 |
| ------------------- | --------------------- |
| CF América          | Ciudad de México      |
| CF Atlante          | Ciudad de México      |
| CF Atlas            | Guadalajara           |
| CD Cruz Azul        | Ciudad de México      |
| CD Guadalajara      | Guadalajara           |
| Jaguares de Chiapas | Tuxtla Gutiérrez      |
| CF Monterrey        | Monterrey             |
| CA Monarcas Morelia | Morelia               |
| Necaxa              | Aguascalientes        |
| CF Pachuca          | Pachuca               |
| Querétaro FC        | Santiago de Querétaro |
| San Luis            | San Luis Potosí       |
| Santos Laguna       | Torreón               |
| CD Toluca           | Toluca                |
| UAG Tecos           | Zapopan               |
| UANL Tigres         | Monterrey             |
| UNAM Pumas          | Ciudad de México      |
| CD Veracruz         | Veracruz              |

## Montserrat
- Montserratské fotbalové kluby
- Fotbalová asociace: Montserrat Football Association
- Nejvyšší soutěž: Montserrat Championship

Sezóna 2003-2004:
| Klub                                   | Město  |
| -------------------------------------- | ------ |
| Ideal SC                               | Brades |
| Montserrat Secondary School            | Brades |
| Montserrat Volcano Observatory Tremors | Brades |
| Royal Montserrat Police Force          | Brades |

pozn.: O této soutěži neexistují žádná jiná novější data.

## Nikaragua
- Nikaragujské fotbalové kluby
- Fotbalová asociace: Federación Nicaragüense de Fútbol
- Nejvyšší soutěž: Primera División de Nicaragua

Sezóna 2006-2007:
| Klub               | Město      |
| ------------------ | ---------- |
| América Managua    | Managua    |
| CD Bluefields      | Bluefields |
| Diriangén FC       | Diriamba   |
| CD Jalapa          | Jalapa     |
| CD Masatepe        | San Marcos |
| Real Estelí FC     | Estelí     |
| Real Madriz FC     | Somoto     |
| FC San Marcos      | San Marcos |
| Scorpión FC        | Chinandega |
| CD Walter Ferretti | Managua    |

## Nizozemské Antily
- Fotbalové kluby Nizozemských Antil
- Fotbalová asociace: Nederlands Antilliaanse Voetbal Unie
- Nejvyšší soutěže: Bonaire League a Curaçao League

pozn.: Vítězové obou lig hrají zápas o konečné prvenství.
Sezóna 2006-2007:
Bonaire League
| Klub               | Město           |
| ------------------ | --------------- |
| Atlétiko Tera Corá | Tera Corá       |
| SV Estrellas       | Noord di Saliña |
| SV Juventus        | Antriol         |
| Real Rincón        | Rincón          |
| SV Uruguay         | Antriol         |
| Vespo Rincón       | Rincón          |
| SV Vitesse         | Antriol         |

Curaçao League
| Klub                              | Město      |
| --------------------------------- | ---------- |
| SV Centro Social Deportivo Barber | Barber     |
| RKSV Centro Dominguito            | Dominguito |
| Hubentut Fortuna                  | Willemstad |
| CRKSV Jong Colombia               | Boca Samí  |
| CRKSV Jong Holland                | Willemstad |
| RKVFC Sithoc                      | Mahuma     |
| SU Brion Trappers                 | Willemstad |
| Union Deportivo Banda Abou        | Bandabou   |
| VESTA                             | Willemstad |
| SV Victory Boys                   | Bandariba  |

## Panama
- Panamské fotbalové kluby
- Fotbalová asociace: Federación Panameña de Fútbol
- Nejvyšší soutěž: ANAPROF

Sezóna 2006:
| Klub                | Město                |
| ------------------- | -------------------- |
| Alianza FC          | Chilibre             |
| Atlético Chiriquí   | David                |
| Atlético Veragüense | Santiago de Veraguas |
| CD Árabe Unido      | Colón                |
| CD Policía Nacional | Ciudad de Panamá     |
| Municipal Chorrillo | Balboa               |
| CD Plaza Amador     | Ciudad de Panamá     |
| San Francisco FC    | Ciudad de Panamá     |
| CD Sporting '89     | Ciudad de Panamá     |
| Tauro FC            | Ciudad de Panamá     |

## Portoriko
- Portorické fotbalové kluby
- Fotbalová asociace: Federación Puertorriqueña de Fútbol
- Nejvyšší soutěž: Campeonato Nacional

Sezóna 2006-2007:
| Klub                       | Město     |
| -------------------------- | --------- |
| Académicos de Quintana     | Hato Rey  |
| Atlético Levittown         | Levittown |
| Caguas Huracán Criollos FC | Caguas    |
| CF Fraigcomar              | San Juan  |
| CDF Guaynabo               | Guaynabo  |
| Tornados de Humacao        | Humacao   |

## Saint-Martin
- Saint-Martinské fotbalové kluby
- Fotbalová asociace: Comité de Football des Îles du Nord
- Nejvyšší soutěže: Saint-Martin Première Division a Saint-Barthélemy League

Sezóna 2004-2005: Saint-Martin Première Division
| Klub                     | Město     |
| ------------------------ | --------- |
| FC Concordia             | Concordia |
| Jah Rebels               | Marigot   |
| Junior Stars             | Marigot   |
| Juventus de Saint-Martin | Marigot   |
| FC Marigot               | Marigot   |
| Orleans Attackers        | Orleans   |
| Sporting Club            | Marigot   |
| ASC St-Louis Stars       | St-Louis  |
| Tigers                   | Marigot   |
| United Stars             | Marigot   |

Sezóna 2005-2006: Saint-Barthélemy League
| Klub                    | Město    |
| ----------------------- | -------- |
| FC ASP Saint-Barthélemy | Lorient  |
| FC ASSCO                | Lorient  |
| FC Beach-Hôtel          | Gustavia |
| FC Diables Rouges       | Gustavia |
| FC Gustavia             | Gustavia |
| FC Carcajou             | Gustavia |

## Salvador
- Salvadorské fotbalové kluby
- Fotbalová asociace: Federación Salvadoreña de Fútbol
- Nejvyšší soutěž: Primera División de Fútbol Profesional

Sezóna 2006-2007:
| Klub                        | Město                |
| --------------------------- | -------------------- |
| Alianza FC                  | San Salvador         |
| CD Águila                   | San Miguel           |
| CD Chalatenango             | Chalatenango         |
| CD FAS                      | Santa Ana            |
| Independiente Nacional 1906 | San Vicente          |
| AD Isidro Metapán           | Metapán              |
| CD Luis Angel Firpo         | Usulután             |
| Once Municipal              | Ahuachapán           |
| San Salvador FC             | San Salvador         |
| CD Vista Hermosa            | San Francisco Gotera |

## Sint Maarten
- Sint Maartenské fotbalové kluby
- Fotbalová asociace: Sint Maarten Soccer Association
- Nejvyšší soutěž: Sint Maarten League

Sezóna 2005-2006:
| Klub      | Město       |
| --------- | ----------- |
| C&D       | Philipsburg |
| NAGICO    | Philipsburg |
| Para Boys | Philipsburg |

pozn.: V seznamu jsou uvedeny pouze první tři týmy, podle RSSSF.

## Surinam
- Surinamské fotbalové kluby
- Fotbalová asociace: Surinaamse Voetbal Bond
- Nejvyšší soutěž: SVB-Hoofdklasse

Sezóna 2006-2007:
| Klub                 | Město                    |
| -------------------- | ------------------------ |
| Boskamp              | Groningen                |
| SV Cosmos            | Paramaribo               |
| Inter Moengotapoe    | Moengo                   |
| Jai Hanuman          | Paramaribo               |
| SV Leo Victor        | Paramaribo               |
| FCS Nacional         | Paramaribo               |
| SV Robinhood         | Paramaribo               |
| Royal '95            | Paramaribo               |
| Super Red Eagles     | Paramaribo               |
| SCVS Takdier Boys    | Nieuw-Nickerie, Nickerie |
| SV Transvaal         | Paramaribo               |
| SV Voorwaarts        | Paramaribo               |
| Walking Bout Company | Paramaribo               |

## Svatá Lucie
- Fotbalové kluby Svaté Lucie
- Fotbalová asociace: Saint Lucia National Football Union
- Nejvyšší soutěž: Gold Division

Sezóna 2006-2007:
| Klub              | Město          |
| ----------------- | -------------- |
| Anse La Raye FC   | Anse La Raye   |
| Big Players FC    | Marchand       |
| Canaries FC       | Canaries       |
| Elite Challengers | Soufrière      |
| GSYO              | Soufrière      |
| Laborie FC        | Laborie        |
| Micoud FC         | Micoud         |
| Northern United   | Gros Islet     |
| NYAH              | Marchand       |
| Pakis FC          | Micoud         |
| FC Pioneers       | Castries       |
| Roseau Valley FC  | Roseau Valley  |
| Rovers United     | Mabouya Valley |
| VSADC             | Castries       |

## Svatý Kryštof a Nevis
- Fotbalové kluby Svatého Kryštofa a Nevisu
- Fotbalová asociace: Saint Kitts and Nevis Football Association
- Nejvyšší soutěž: Saint Kitts and Nevis Premier Division

Sezóna 2006-2007:
| Klub                             | Město        |
| -------------------------------- | ------------ |
| Cayon Rockets                    | Cayon        |
| Conaree United                   | Conaree      |
| Garden Hotspurs                  | Basseterre   |
| Newtown United                   | Basseterre   |
| St Paul's United                 | Basseterre   |
| St Peter's FC                    | St Peter's   |
| St Thomas Trinity Strikers       | Saint Thomas |
| Village Superstars               | Basseterre   |
| Washington Archibald High School | Basseterre   |

## Svatý Vincenc a Grenadiny
- Fotbalové kluby Svatého Vincence a Grenadin
- Fotbalová asociace: Saint Vincent and the Grenadines Football Federation
- Nejvyšší soutěž: National Championship

Sezóna 2006-2007:
| Klub          | Město          |
| ------------- | -------------- |
| Arnos Vale    | Arnos Vale     |
| Barroullie    | Barroullie     |
| Bequia        | Port Elizabeth |
| Brighton      | Brighton       |
| Calliaqua     | Calliaqua      |
| Kingstown     | Kingstown      |
| Layou         | Layou          |
| Marriaqua     | Marriaqua      |
| North East    |                |
| North Leeward | Chateaubelair  |
| VIN U20       | Kingstown      |
| Sion Hill     | Sion Hill      |
| South Leeward |                |
| Stubbs        | Stubbs         |

## Trinidad a Tobago
- Fotbalové kluby Trinidadu a Tobaga
- Fotbalová asociace: Trinidad and Tobago Football Federation
- Nejvyšší soutěž: T&T Pro League

Sezóna 2006:
| Klub                     | Město         |
| ------------------------ | ------------- |
| Caledonia AIA            | Tunapuna      |
| Defence Force FC         | Port of Spain |
| Joe Public FC            | Tunapuna      |
| North East Stars         | Sangre Grande |
| CLF San Juan Jabloteh    | Port of Spain |
| South Starworld Strikers | Couva         |
| Superstar Rangers        | Port of Spain |
| Tobago United            | Bacolet       |
| United Petrotrin         | Port of Spain |
| W Connection             | Marabella     |

## Turks a Caicos
- Fotbalové kluby Turks a Caicos
- Fotbalová asociace: Turks and Caicos Islands Football Association
- Nejvyšší soutěž: MFL League

Sezóna 2006-2007:
| Klub                   | Město          |
| ---------------------- | -------------- |
| PWC Athletic           | Providenciales |
| Beaches FC             | Providenciales |
| Cost Right FC          | Providenciales |
| KPMG United FC         | Providenciales |
| ProvoPool Celtic       | Providenciales |
| Provo Haitian Stars FC | Providenciales |
| SWA Sharks FC          | Providenciales |

## USA
- Fotbalové kluby Spojených států amerických
- Fotbalová asociace: United States Soccer Federation
- Nejvyšší soutěž: Major League Soccer

Sezóna 2007:
| Klub                   | Město                       |
| ---------------------- | --------------------------- |
| Colorado Rapids        | Denver, Colorado            |
| Columbus Crew          | Columbus, Ohio              |
| FC Dallas              | Frisco, Texas               |
| DC United              | Washington, D.C.            |
| Houston Dynamo         | Houston, Texas              |
| Chicago Fire           | Bridgeview, Illinois        |
| CD Chivas USA          | Carson, Kalifornie          |
| Kansas City Wizards    | Kansas City, Missouri       |
| Los Angeles Galaxy     | Carson, Kalifornie          |
| New England Revolution | Foxborough, Massachusetts   |
| Philadelphia Union     | Chester, Pensylvánie        |
| Real Salt Lake         | Salt Lake City, Utah        |
| New York Red Bulls     | East Rutherford, New Jersey |
| San Jose Earthquakes   | Santa Clara, Kalifornie     |
| Seattle Sounders       | Seattle, Washington         |
| Toronto FC             | Toronto, Ontario, Kanada    |